# Harry Schmidt (Kunsthistoriker)

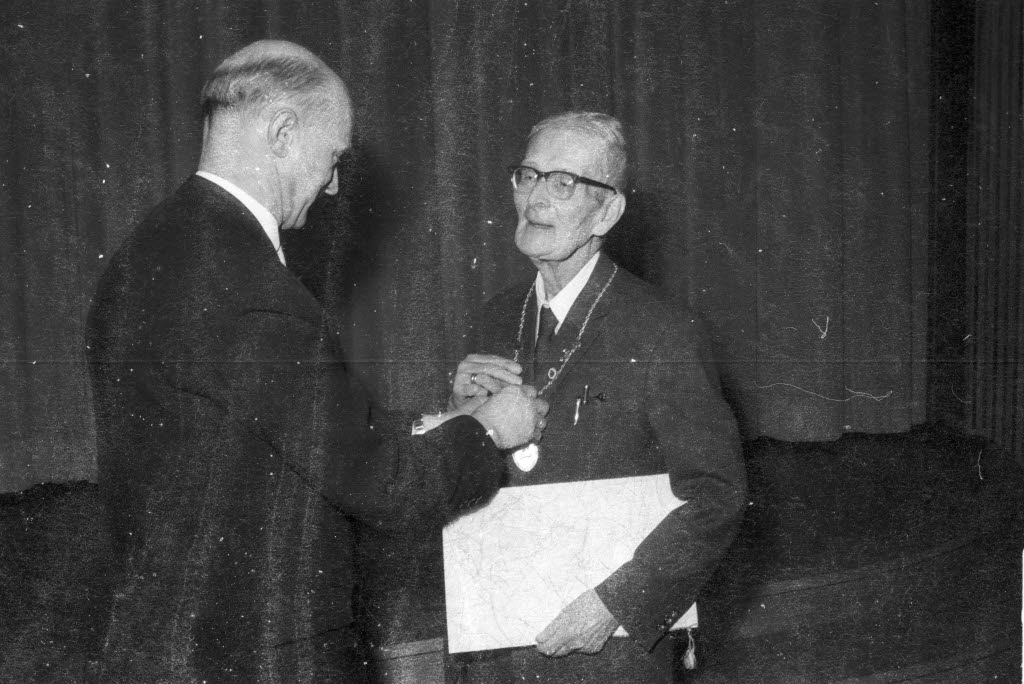
Harry Schmidt (1963)

Harry Richard Alexander Schmidt (* 5. März 1883 in Port-au-Prince, Haiti; † 27. Juli 1964 in Sankt Peter) war ein deutscher Kunsthistoriker, der sich mit der Kunst und Kultur von Schleswig-Holstein beschäftigte.

## Leben
Harry Schmidt war der Sohn des Hamburger Kaufmanns Alexander Schmidt. Mit sechs Jahren kam er mit seiner Mutter nach Friedrichstadt, wo er auch die Schule besuchte. Nach dem Besuch des Gymnasiums in Husum studierte er in Heidelberg (1902/03), Berlin und Kiel. 1907 wurde er in Kiel in Klassischer Philologie bei Siegfried Sudhaus und Paul Wendland promoviert und war anschließend bis 1924 als Lehrer an Gymnasien, zunächst in Flensburg, dann in Kiel, tätig. Er arbeitete danach u. a. für das Baltische Historische Forschungsinstitut von Otto Scheel in Kiel und war Schriftleiter der Kieler Neuesten Nachrichten. 1923 begründete er mit Walter H. Dammann die Zeitschrift Nordelbingen. Beiträge zur Heimatforschung in Schleswig-Holstein, Hamburg und Lübeck. Er leitete die Zeitschrift bis 1958. 1940 bis 1948 arbeitete er für das Landesamt für Denkmalpflege Schleswig-Holstein.
Er war Träger des Bundesverdienstkreuzes 1. Klasse. Am 14. Februar 1963 erhielt er die Lornsen-Kette des Schleswig-Holsteinischen Heimatbundes, ferner war er Ehrenmitglied der Gesellschaft für Schleswig-Holsteinische Geschichte.

## Veröffentlichungen (Auswahl)
Siehe Bibliographie der Veröffentlichungen von Dr. Harry Schmidt. In: Nordelbingen 26, 1958.
- Veteres philosophi quomodo iudicaverint de precibus (= Religionsgeschichtliche Versuche und Vorarbeiten 4, 1). Gießen 1907 (Dissertation; Digitalisat).
- Das Nachlaß-Inventar des Malers Jürgen Ovens (= Quellensammlung der Gesellschaft für Schleswig-Holsteinische Geschichte 7). Vollbehr & Riepen, Kiel 1913.
- Jürgen Ovens. In: Schleswig-Holsteinischer Kunstkalender (1913), S. 3–11 (Digitalisat).
- Gottorffer Künstler. Aus urkundlichen Quellen im Reichsarchiv zu Kopenhagen. In: Quellen und Forschungen zur Geschichte Schleswig-Holsteins 4, 1916, S. 182–321 (Digitalisat) und 5, 1917, S. 238–392 (Digitalisat).
- Die bildlichen Darstellungen des Kanzlers Johann Adolf von Kielmannseck. In: Zeitschrift der Gesellschaft für Schleswig-Holsteinische Geschichte. Bd. 48 (1918), S. 279–296 (Digitalisat).
- Von der Gottorfer Schloßkapelle. In: Schleswig-Holsteinisches Jahrbuch (1918/1919), S. 34–38.
- Neue Nachrichten über Werke des Malers Jürgen Ovens. In: Die Heimat. Monatsschrift des Vereins zur Pflege der Natur- und Landeskunde in Schleswig-Holstein, Hamburg, Lübeck und dem Fürstentum Lübeck. Bd. 38 (1928), Nr. 12, Dezember 1928, S. 265–269  (Digitalisat).
- Bilder aus der Geschichte der Stadt Friedrichstadt a. d. Eider. Friedrichstadt a. d. Eider 1921; 2. Auflage 1931.
- Jürgen Ovens. Sein Leben und seine Werke. Ein Beitrag zur Geschichte der niederländischen Malerei im XVII. Jahrhundert. Selbstverlag, Kiel 1922 (Digitalisat).
- Friedrich von Esmarch. Jugenderinnerungen. Westholsteinische Verlagsanstalt, Heide 1938.
- Die Universität Kiel und Schleswig-Holstein. Ein Rückblick auf 275 Jahre. In: Die Heimat. Monatsschrift für schleswig-holsteinische Heimatforschung und Volkstumspflege. Bd. 50 (1940), Heft 12, Dezember 1940, S. 193–199 (Digitalisat).
- 75 Jahre Oberpräsidium in Schleswig-Holstein. In: Die Heimat. Monatsschrift für schleswig-holsteinische Heimatforschung und Volkstumspflege. Bd. 51 (1941), Heft 7, Juli–September 1941, S. 97–100 (Digitalisat).
- Drei Schlösser am Westensee. Möller, Rendsburg 1953.
- Der goldene Saal. Von Kunst und Volkskunst in Schleswig-Holstein. Matthiesen, Oldenburg/Holstein 1956.